# Grenzdenkmal Schweickershausen

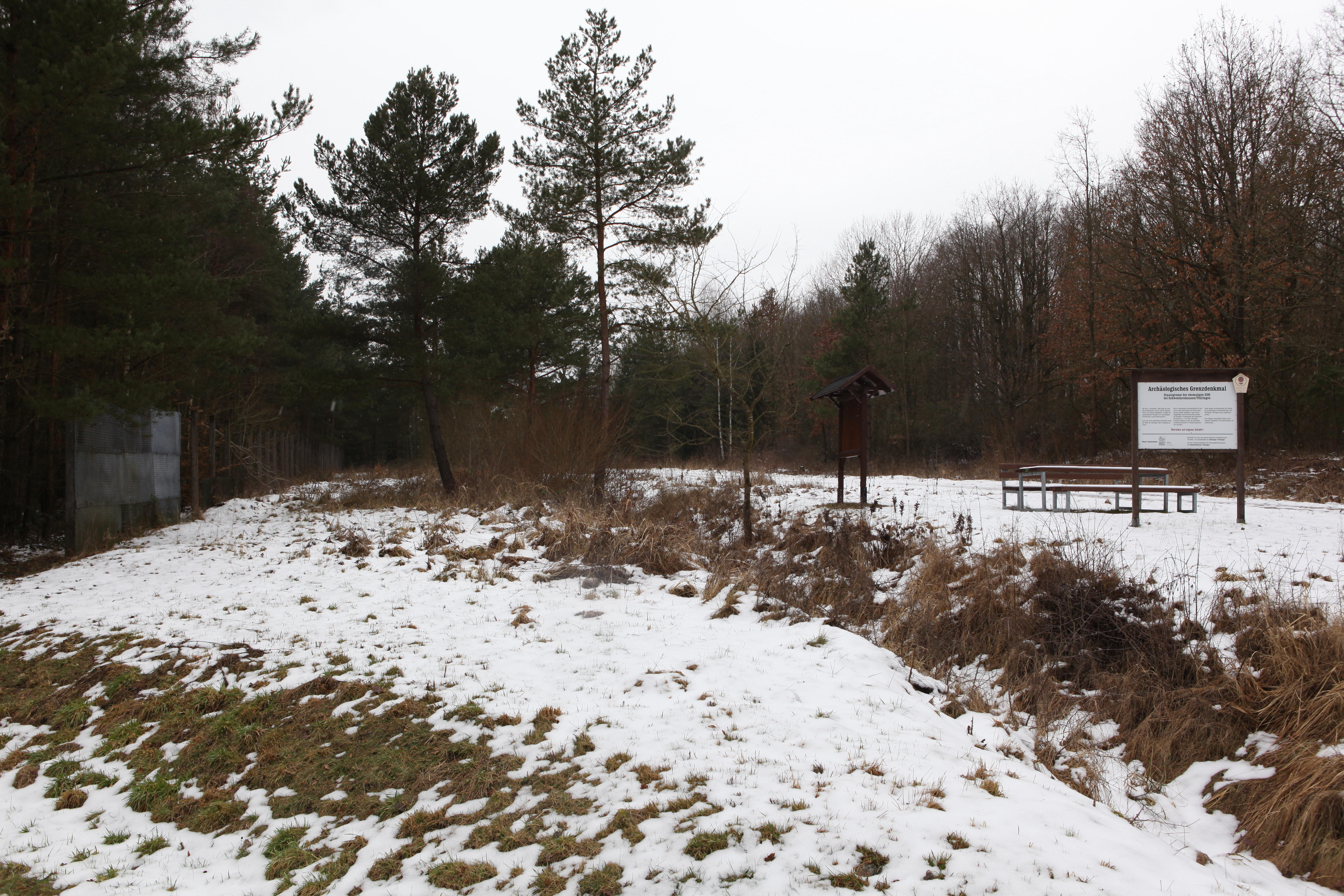
Grenzdenkmal

Das Grenzdenkmal bei Schweickershausen umfasst einen Teilbereich der ehemaligen  innerdeutschen Grenze. Es befindet sich im früheren Grenzabschnitt 46. Der Denkmalbereich wurde im Jahr 2006 als Bodendenkmal des Freistaates Thüringen unter staatlichen Denkmalschutz gestellt. Die Denkmalanlage bei Schweickershausen kann über den Streckenverlauf der Erlebnisstraße der deutschen Einheit erreicht werden.

## Beschreibung
Im Wesentlichen sind der Kolonnenweg, der sechs Meter breite Spurensicherungsstreifen, ein mit Betonplatten ausgelegter Kfz-Sperrgraben sowie Teile der drei Meter hohen Zaunanlage erhalten. Mittels der denkmalgeschützten Grenzanlage bei Schweickershausen können der Grenzaufbau und die Zielsetzung der DDR-Grenzstaffelung ab 1961 noch sehr authentisch nachvollzogen werden.

## Entstehungsgeschichte
An der Landesgrenze bei Schweickershausen wurden bei den Räumarbeiten der 1990er Jahre Reste der früheren Staatsgrenze der DDR vergessen. Nach einem langjährigen „Dornröschenschlaf“ entdeckte Familie Erhard im Zuge ihrer Denkmalforschung diese aussagekräftigen Monumente der Deutschen Teilungsgeschichte wieder. Nach Rücksprache und Genehmigung des Grundeigentümers, dem Thüringer Forst, wurde die Gesamtanlage saniert und den Denkmalbehörden zur Schutzstellung vorgetragen.
Heute stellt das Grenzdenkmal bei Schweickershausen eines der wenigen Bodendenkmale mit einem sachlichen und räumlichen Bezug zur früheren innerdeutschen Grenze dar. Die Trägerschaft liegt beim Deutschen Kuratorium zur Förderung von Wissenschaft, Bildung und Kultur e.V.